# Hornsey and Wood Green (circonscription britannique)
Circonscription parlementaire de la Chambre des communes
La circonscription d'Hornsey et Wood Green  est une circonscription électorale anglaise située dans le Grand Londres, et représentée à la Chambre des communes du Parlement britannique.

## Géographie
La circonscription comprend :
- La partie ouest du Borough londonien de Haringey
- Les quartiers de Crouch End et Muswell Hill

## Députés
Les Members of Parliament (MPs) de la circonscription sont :
| Législature                                           | Années       | Député | Député             | Parti             |
| ----------------------------------------------------- | ------------ | ------ | ------------------ | ----------------- |
| Hornsey and Wood Green issue de Hornsey et Wood Green |              |        |                    |                   |
| 49e                                                   | 1983–1987    |        | Hugh Rossi         | Conservateur      |
| 50e                                                   | 1987–1988    |        | Hugh Rossi         | Conservateur      |
| 51e                                                   | 1992–1997    |        | Barbara Roche      | Travailliste      |
| 52e                                                   | 1997–2001    |        | Barbara Roche      | Travailliste      |
| 53e                                                   | 2001–2005    |        | Barbara Roche      | Travailliste      |
| 54e                                                   | 2005–2010    |        | Lynne Featherstone | Libéral-démocrate |
| 55e                                                   | 2010–2015    |        | Lynne Featherstone | Libéral-démocrate |
| 56e                                                   | 2015–2017    |        | Catherine West     | Travailliste      |
| 57e                                                   | 2017–2019    |        | Catherine West     | Travailliste      |
| 58e                                                   | 2019–Présent |        | Catherine West     | Travailliste      |

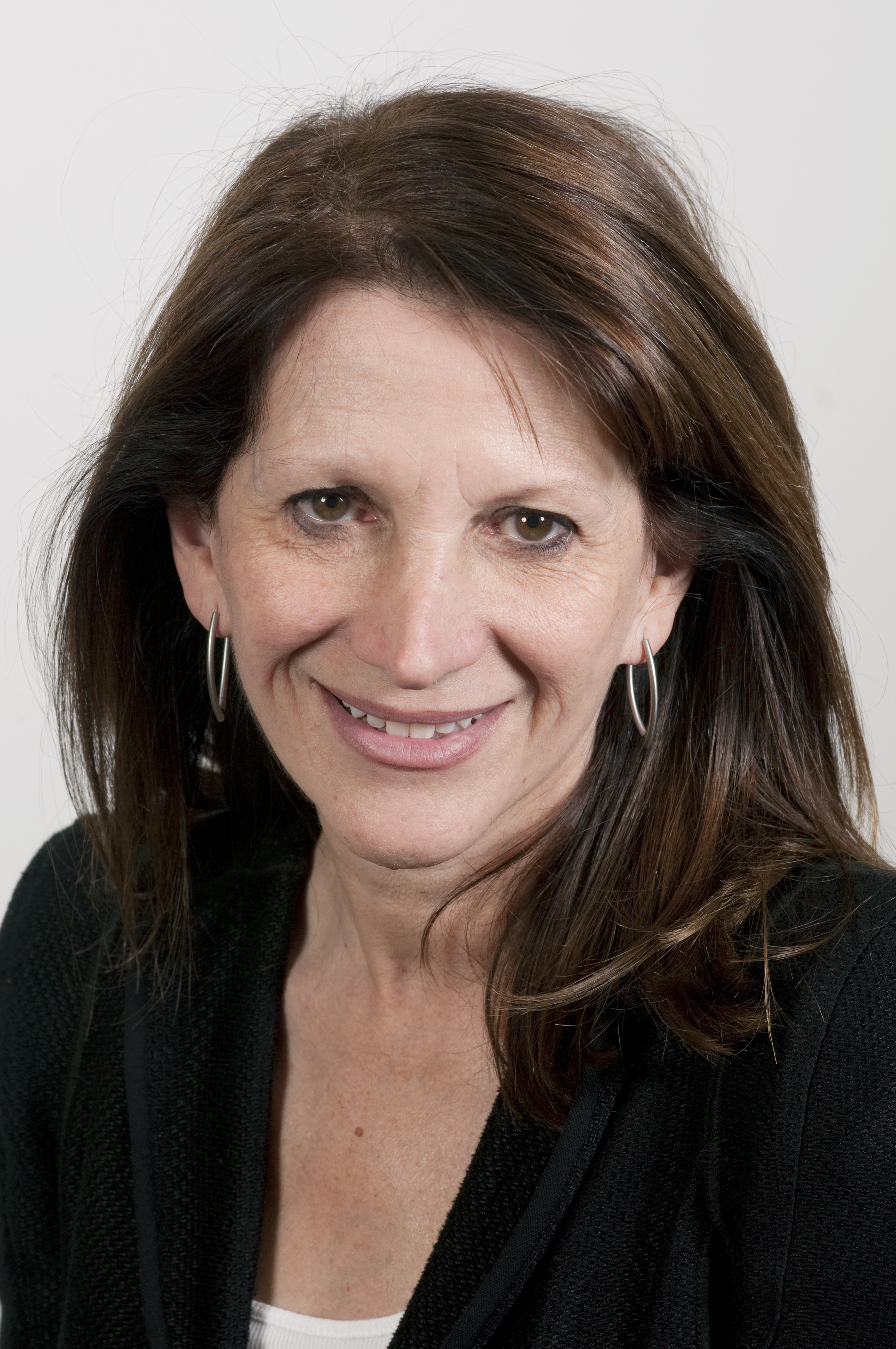
Lynne Featherstone (2005-2015)
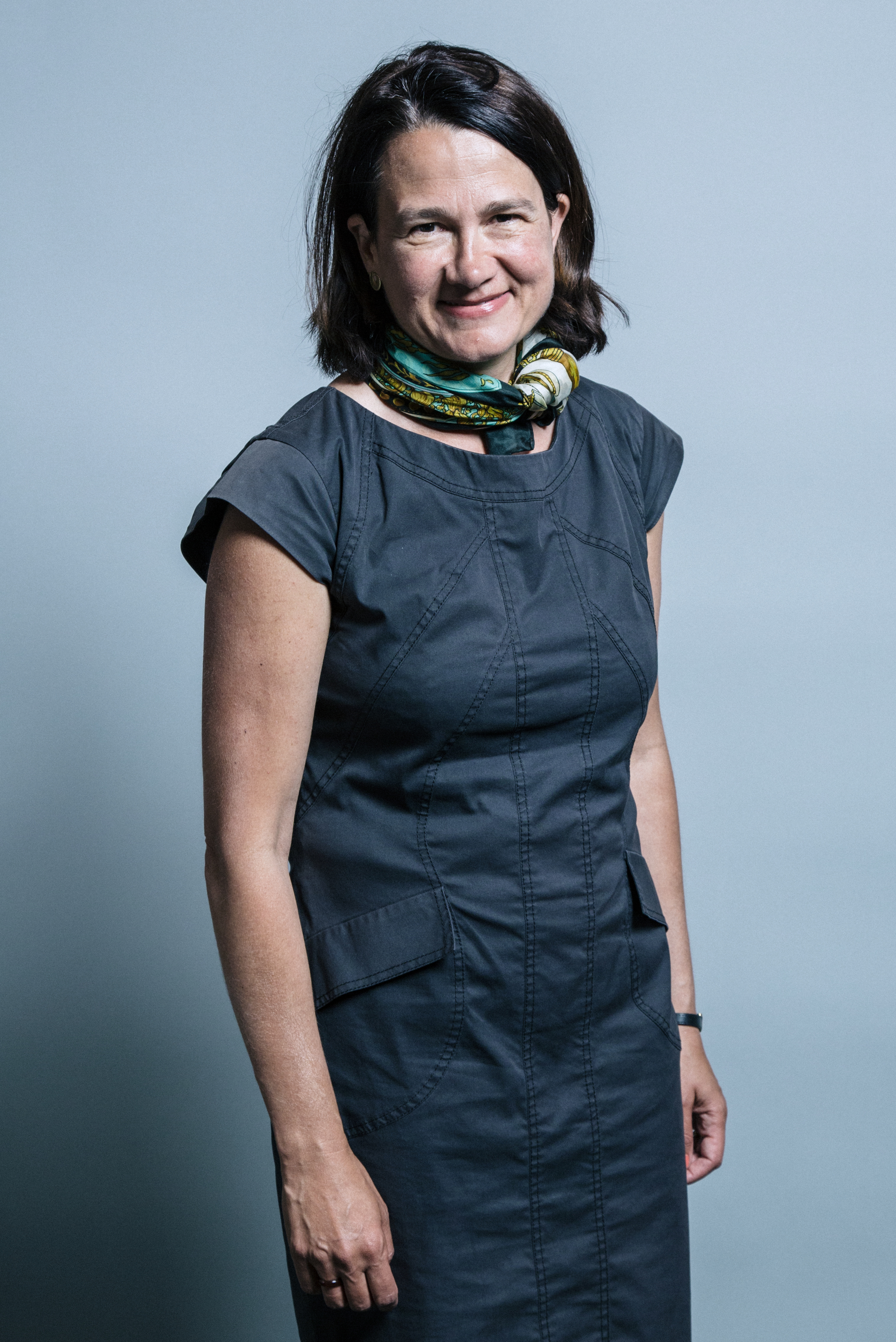
Catherine West (2015-Présent)